# Бельский, Михаил Иванович
Михаи́л Ива́нович Бе́льский (1753, Санкт-Петербург, Российская империя — 29 мая [9 июня] 1794, там же) — русский живописец из семьи Бельских, представитель петербургского академизма екатерининской эпохи, один из первых выпускников портретного класса Дмитрия Левицкого, также ассоциируемый с окружением Степана Щукина. Ассоциированный член («назначенный») Императорской Академии художеств (с 1787).

## Биография
Родился в Санкт-Петербурге; сын живописного мастера Канцелярии от строений, позднее ассоциированного члена («назначенного в академики») Императорской Академии художеств Ивана Бельского. Живописи начал учиться, как считается, у отца и дяди — также живописного мастера Канцелярии от строений и позднее ассоциированного члена Академии художеств Алексея Бельского. В 1764 году Бельский поступил в Воспитательное училище при Академии художеств, а на следующий год был определен в класс портретной живописи, параллельно посещая архитектурный класс; его основными наставниками были Антон Лосенко и Дмитрий Левицкий, а также, — по версии кандидата искусствоведения, сотрудницы Русского музея С. В. Моисеевой, — Кирилл Головачевский. За годы обучения в Академии художеств Бельский исполнял копии с находившихся в академическом музее портретов и сюжетных картин преимущественно фламандских и французских мастеров; несколько таких копий, в том числе по оригиналам Антониса Ван Дейка, находились в XIX веке в коллекции Академии художеств. 
В мае 1770 года на четырехмесячном собрании Академии художеств Бельский был удостоен по живописному портретному классу Академии художеств серебряной медалью второго достоинства за успехи в рисовании с натуры; через два с половиной года в декабре 1772 года по четырехмесячному экзамену он был удостоен серебряной медалью первого достоинства за рисунок с натуры. В январе 1773 года Бельский получил академическую программу «написать поколенный портрет учителя при двух воспитанниках первого и третьего возраста во упражнении учения Истории и Географии»; за исполненную по заданной программе картину — портрет учителя истории и географии Бодуэна с двумя воспитанниками Академии художеств (находился в музее Академии художеств и позднее в частных собраниях; ныне в Русском музее), — он был удостоен большой золотой медалью.
В середине 1773 года он, вместе с гравёром Гавриилом Скородумовым, был отправлен как пенсионер Академии художеств в Лондон для повышения мастерства. К их отъезду было заготовлено для них от Академии наставление на французском языке, каким образом должны они себя вести и исполнять предписанные им академическим уставом должности. Позже было послано им еще экономическое наставление на русском языке. На содержание их амстердамские комиссионеры Академии, Людовик Говий и сын, должны были выдавать со дня прибытия их в назначенные им места каждому по 300 рублей в год и написать о них рекомендательные письма в иностранные академии, основателю и бывшему главному директору Академии Ивану Шувалову и другим особам с просьбой «о неоставлении оных пенсионеров в нужных для них случаях». В британской столице их принял под свое покровительство русский посланник граф Алексей Мусин-Пушкин. Для успешных занятий, в Королевской Академии художеств им были открыты все «препровождающие к тому способы». «Под особливым попечением и надзирательством двух наиславнейших в oнoй членов» они могли не только «работать с наилучших древних моделей и собственно сами собой сочинять, но и слушать лекции обо всех подробностях художеств», а во время академических вакаций ездить по провинциям и «осматривать всевозможные собрания». 
По мнению Мусина-Пушкина, на их содержание, покупку инструментов и т.п. необходимо было назначить каждому по 100–120 фунтов в год, «дабы могли они с пристойностию содержать себя в столь дорогой земле, какова есть Англия, и обращаться с здешними художниками». На 3-й год предположено было отправить Скородумова и Бельского через Францию в Италию. Скородумов остался в Лондоне вплоть до 1782 года, тогда как Бельский осенью 1775 года переехал в Париж и, как считается, продолжил обучение у знаменитого жанриста Жана-Батиста Грёза; в персоналии «Русского биографического словаря» (1908) историк и археолог А. Э. Мальмгрен определял Бельского как одного из «талантливейших учеников» Грёза. По другим версиям, Бельский работал под руководством портретиста Жозефа Дюплесси, либо последовательно у обоих мастеров

## Галерея

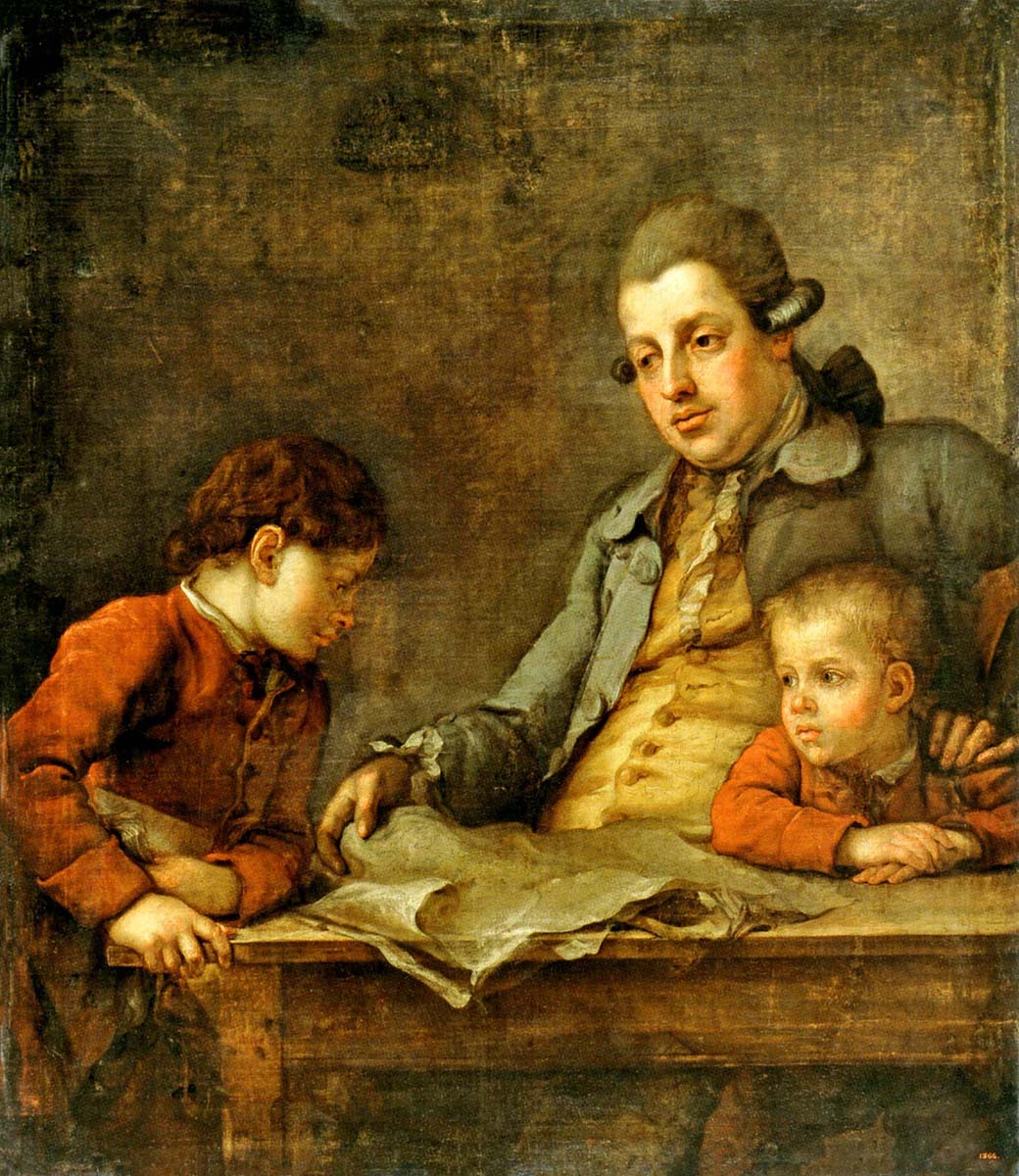
Портрет учителя истории и географии Бодуэна с двумя воспитанниками Академии художеств первого и третьего возраста. 1773 Холст, масло. 117,5 × 102,5 см Русский музей, Санкт-Петербург
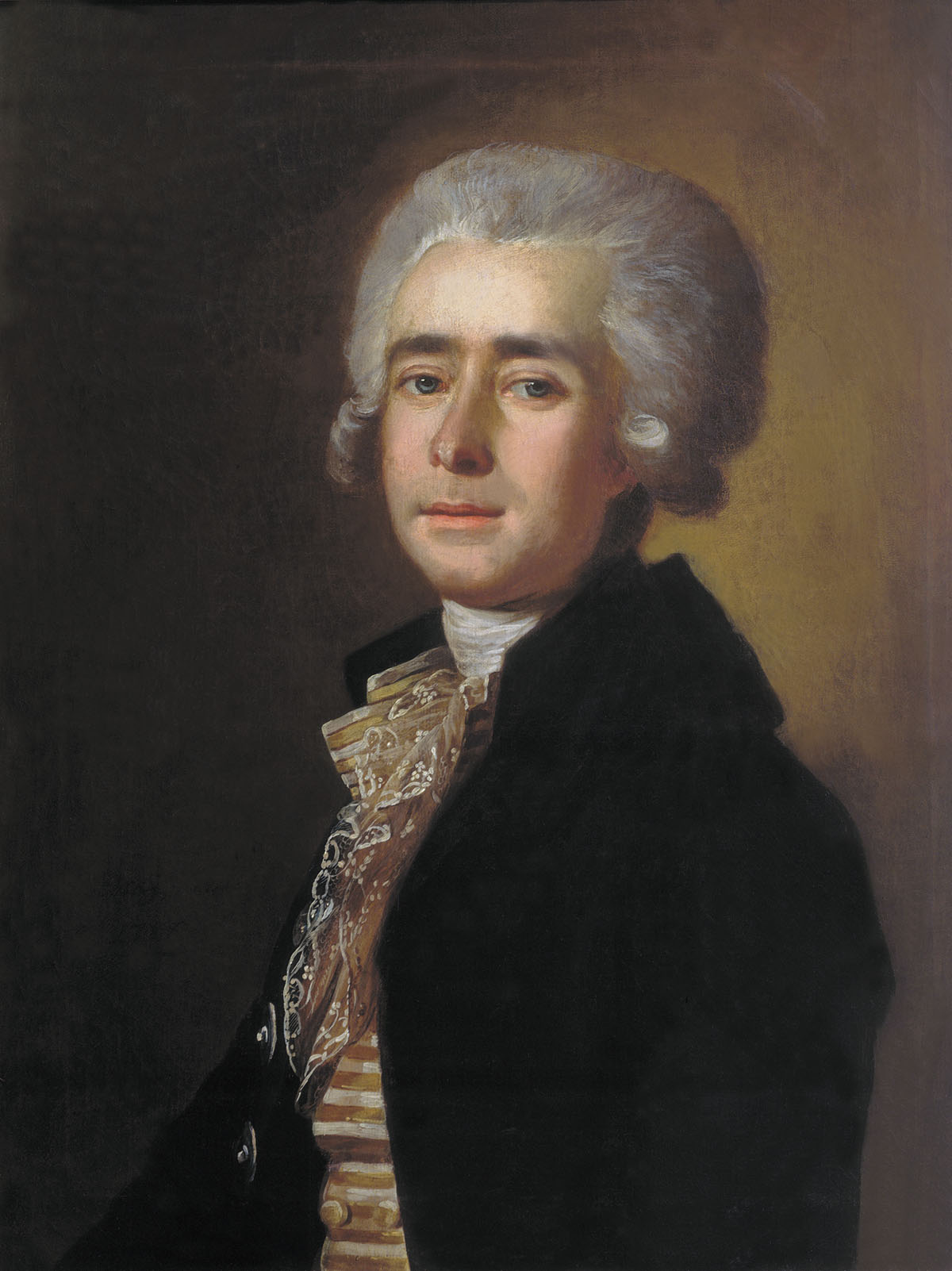
Портрет Д. С. Бортнянского. 1788 Холст, масло. 65 × 52 см Третьяковская галерея, Москва